# Tityus bellulus
Espèce
Tityus bellulus est une espèce de scorpions de la famille des Buthidae.

## Distribution
Cette espèce est endémique de la province de Santiago en République dominicaine,.

## Publication originale
- Armas, 1999 : « Quince nuevos alacranes de La Española y Navassa, Antillas Mayores (Arachnida: Scorpiones). » Avicennia, vol. 10/11, p. 101-136.